# Daniel Rutherford

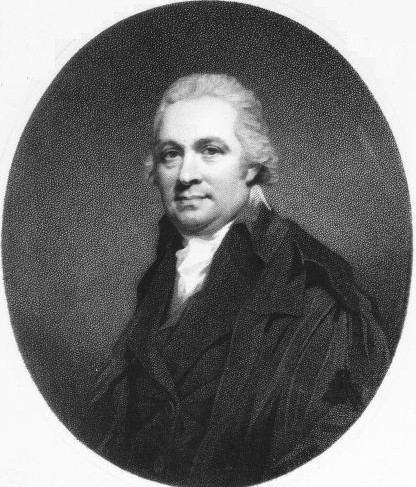
Daniel Rutherford

Daniel Rutherford (Edinburgh, Schotland, 3 november 1749 – aldaar, 15 december 1819) was een Britse natuurkundige, chemicus en botanicus die beroemd werd vanwege het isoleren van stikstof. Hij was de zoon van de medicus John Rutherford (1695–1779) en Anne Mackay. Hij kreeg zijn opleiding aan de James Mundell's school en de Universiteit van Edinburgh.
In 1772, bij de voorbereiding van zijn dissertatie, wist Rutherford al eerste stikstof te "isoleren" door uit lucht de zuurstof en kooldioxide te verwijderen. Het overgebleven gas noemde hij: "phlogisticated air", waarmee hij verwees naar de in zijn tijd reeds omstreden flogiston-theorie. Hij zag dit gas toen nog niet als een afzonderlijk scheikundig element.
Rutherford werd in 1786 hoogleraar in de botanie aan de Universiteit van Edinburgh en daarmee tevens de beheerder van de Koninklijke botanische tuin (RBGE) in Edinburgh, deze functies bekleedde hij tot 1819. Als botanicus is zijn standaardaanduiding Rutherf.
Hij was voorzitter van het Royal College of Physicians of Edinburgh van 1796 tot 1798.

## Trivia
Rutherford was een oom van de schrijver Sir Walter Scott. Een van zijn leerlingen was Thomas Brown of Lanfine and Waterhaughs, botanicus en fossielenverzamelaar.
- Bibliothèque nationale de France: cb13461708f (data)
- Author citation (botany): Rutherf.
- Gemeinsame Normdatei: 117599344
- International Standard Name Identifier: 0000 0000 5199 6208
- Library of Congress Control Number: nr93034472
- Nederlandse Thesaurus van Auteursnamen: 293078580
- SNAC: w6pv7gqh
- Système universitaire de documentation: 084266821
- Virtual International Authority File: 76463411
- WorldCat: E39PBJcGk8GjkJhX4GQXHrxbh3